# Димитър Томчев
Димитър Томчев е български просветен деец и общественик, деец на Съюза на македонските емигрантски организации.

## Биография
Димитър Томчев е роден в град Воден, тогава в Османската империя, днес в Гърция. Преподава в солунското село Саракиново.
В 1924 година завършва славянска филология и литература в Софийския университет.
На Четвъртия конгрес на Илинденската организация от 1927 година влиза в ръководството на дружеството.
През 1932 година влиза в Националния комитет на македонските братства.
Димитър Томчев е част от ръководството на Воденското благотворително братство и към 1938 година е негов съветник.
След Деветосептемврийския преврат влиза в ръководството на Македонския научен институт. От 10 юли 1945 година на мястото на „Македонски преглед“ започва да излиза списание „Македонска мисъл“ с главен редактор Йордан Анастасов и помощници Павел Делирадев и Димитър Томчев. Към 1974 година Томчев е председател на Солунската секция на Македонското културно-просветно дружество „Гоце Делчев“ в София.